# Люди Писання
Лю́ди Писа́ння (араб. اهل الكتاب), в ісламі — послідовники юдаїзму (ягуді) та християнства (насара), а також сабії, які вважають Божественними Писаннями книги Таура (Тора), Забур (Книга Псалмів) та Інджил (Євангеліє). Дехто відносить до «людей писання» й зороастрійців. Терміном «люди писання» мусульмани відокремлюють їх від язичників. У Корані той термін вживається кілька разів.

## Сутність терміна
Іслам забороняє мусульманам ображати чи коїти замах на життя, майно, честь і гідність людей Писання. Перебуваючи в ісламській державі, вони мали право вільно сповідувати свою релігію. Вони як зіммі мали сплачувати спеціальний податок (джизія), натомість мусульмани сплачували закят.
Мусульманам дозволяється мати родинні зв'язки й ділові відносини з людьми Писання. Мусульмани-чоловіки можуть одружитись із християнками та юдейками, втім мусульманкам виходити заміж за будь-якого немусульманина заборонено. Мусульмани можуть вживати дозволену шаріатом їжу, якщо її приготовано за правилами її релігії.
Коран і сунна засуджують людей Писання від імені Бога (Аллаха) за те, що вони не прийняли останнього пророка Магомета, перекрутили свої священні книги, відступились від принципів суворого монотеїзму тощо. Ісламська доктрина не вважає їхні релігії істинними та спасительними.

## Юдеї
В ісламі юдеї позначаються терміном ягуд (араб. يهود). Такий термін з'являється в Корані в медінський період та позначає юдеїв, які були сучасниками пророка Магомета чи юдеїв взагалі. Зазвичай юдеї стоять поряд із християнами. До Медіны (Ясріба) вживалось в основному позначення «сини Ізраїля» (Бану Ісраїл).
У Корані відображено подвійне ставлення до юдеїв. З одного боку, вони дотримувались тих же принципів монотеїзму, що й мусульмани, а іслам ніби очищав і відновлював суворе однобожжя, втрачене юдеями. У меканський і на початку медінського періоду пророцтва Пророк припускав знайти серед юдеїв, які складали значну частину населення Медіни й багатьох північноаравійських оаз, соратників і послідовників. Коран містить звернення до юдеїв як до близьких за духом людей. Однак медінські юдеї не визнали пророцьку місію Магомета, зустріли його з недовірою й насмішками. Вступивши в союз з курайшитами, юдеї відкрито ворогували з Пророком, в результаті чого в перші роки хіджри сталась низка сутичок з медінськими юдеями, що призвели до вигнання з Медіни членів племен кайнука, курайза й надір, а потім — до військових походів проти юдейських центрів Хайбар, Фадак тощо. Ворожнеча з аравійськими юдеями також відображена в Корані. В релігійному сенсі в медінський період пророк Магомет все гостріше відчував і сприймав іслам як окрему релігію, що відрізняється від юдаїзму та християнства. Тоді й з'явилось звинувачення юдеїв в обожнюванні Ездри (’Узайра).
Загальна релігійна концепція Корану ставить юдеїв у проміжний стан між вірянами й невірними (ахл аль-кітаб). Пророк Ібрагім (Авраам) вважається спільним пращуром євреїв та арабів, мусульмани мають багато спільних з юдеями шанованих персонажів і святих місць. Відповідно до ісламського права юдеї входять до категорії людей, що перебувають під опікою ісламської держави (ахль аз-зімма). Юдейські громади підпорядковувались своїм керівникам, які й здійснювали всі контакти з ісламськими правителями, які не втручались до внутрішніх справ громад.
У середньовіччі юдеї успішно існували у всіх районах ісламського світу, навіть у Південній Аравії, хоч відповідно до легенди пророк Магомет наказав очистити Аравійський півострів від представників будь-яких інших релігій, окрім ісламу. Мусульмани ставились до юдеїв більш терпимо, ніж до їх одновірців у Європі.
У середньовіччі (особливо у VIII—IX століттях) навернені в іслам і юдеї, що зберегли свою віру, часто обіймали важливі адміністративні посади в ісламських державах. Юдейські торгівці відігравали досить важливу роль в економічному житті ісламського середньовіччя. У юдейських громадах, що проживали в середньовічних мусульманських країнах тривала активна культурна діяльність, розвивались богословські й філософські школи, створювалась художня література. Культура юдейських громад взаємодіяла з культурою оточуючих народів. У перші століття історії ісламу (VIII—XI століть) арабо-мусульманська культура живилась багатьма історичними уявленнями й богословськими ідеями юдаїзму, однак поступово відбувався зворотний процес — художня література, граматичні вчення, філософські ідеї проникали до юдейського середовища. У середньовіччі загальновживаною мовою близькосхідних юдеїв стала арабська. Арабською ж, хоч і єврейським шрифтом, велась значна частина ділового листування, існувала своєрідна література, записувались перекази й легенди.
За колоніальної доби європейські держави почали використовувати християнські та юдейські громади в своїх інтересах для проникнення до ісламських країн. У XX столітті серед юдейських громад арабських країн набули значного поширення ідеї сіонізму, наслідком чого було різке загострення міжгромадських відносин. Після створення 1948 року держави Ізраїль переважна більшість юдеїв арабських та ісламських країн переселились туди, склавши особливий прошарок ізраїльського населення. Дотепер існують нечисленні юдейські громади в таких країнах як Марокко, Ірак, Сирія.

## Християни
Християни згадуються в Корані у медінських сурах. Коран згадує також про їхню ворожнечу з юдеями та про їхні внутрішні суперечки. Коран відкидає претензії християн на правильне сповідання віри в Бога та звинувачує їх у тому, що вони проголосили пророка Ісу (Ісуса) богом, а також сповідують догмат про Трійцю.
У Корані кілька разів підкреслюється, що пророк Ібрагім та інші шановані ісламом пророки не були «ані юдеями, ані християнами». Ті згадки відобразили еволюцію ставлення Пророка до християн, які були широко представлені на початку VII століття в Аравії. На початку своєї проповіді Магомет розраховував на швидке визнання з боку християн. Пригнічені в Мецці мусульмани втекли до Ефіопії до християнського правителя (негуса) та на підтвердження своєї близькості до християнства читали йому аяти Корану, присвячені Ісі, Ях'ї (Івану) та Мар'ям (Марії). Ті аяти просякнуті явною симпатією до християн. По мірі відмови аравійських християн, а потім і християнських правителів Північної Аравії визнавати Магомета пророком, посилилась полеміка з ними, звинувачення їх у багатобожжі. Відлунням суперечок Магомета з християнами з Наджрану (сучасний Ємен) вважається 61-ий аят сури Аль-Імран. В цілому, однак, тон висловлювань Корану про християн більш доброзичливий, ніж тон висловлювань про юдеїв.
У подальшому термін «християни» часто замінюється на загальний для християн та юдеїв — «люди Писання» й «люди договору» (ахль аз-зімма). Термін насара в арабській мові означає християн взагалі та християн країн Сходу, а для християн поза мусульманським світом у середньовіччі частіше вживались етнополітичні позначення типу «іфрандж» (франки).
Після арабських завоювань мусульманському пануванню була підкорена значна частина християнського населення колишніх провінцій Візантійської таСасанідської імперій. З населенням християнських міст мусульмани часто укладали договори. За умови сплати регулярних податків за християнами зберігались право вільного сповідання своєї віри, право володіння майном і землями. Християн, як правило, позбавляли права будівництва нових церков, але у різні періоди середньовіччя суворість дотримання такого правила змінювалась.
Мусульманські держави визнавали духовних керівників християнських громад їх адміністративними та політичними вождями, які здійснювали всі офіційні контакти з мусульманською владою. Вони гарантували виплату податків, якими обтягувались іновірці, здійснювали суд всередині громади тощо. Принцип самоврядування християнських громад зберігався упродовж всього середньовіччя.
Християни не мали рівних прав з мусульманами, їхні свідчення проти мусульман у суді не приймались. На християн накладались (у різна періоди у різній мірі) обмеження в одязі, способі пересування, місці проживання тощо. Прикладом жорстоких утисків на іновірців можуть слугувати роки правління фатимідського халіфа аль-Хакіма (996—1021).
У VII—XI століттях християни мали значний вплив у мусульманському суспільстві. У VII—VIII століттях в їхніх руках перебувала значна частина діловодства Халіфату. В середині VII століття, за Омеядів, виблискував поет-християнин Аль-Ахталь, видатні християнські мислителі полемізували з дамаскськими халіфами про віру. З середини VIII століття за Аббасидів християни продовжували обіймати високі посади в адміністративному апараті. Навіть у Буїдів і Фатімідів (X—XI століть) бували візири християнського віросповідання.
У VIII—IX століттях християни відіграли значну роль у діяльності з перекладу арабською мовою наукової літератури з сирійської та грецької. Низка професій ніби закріпились за немусульманами. Заборона лихварського відсотку (ріба) перетворила фінансово-позикову діяльність майже цілковито на галузь занять юдеїв та християн. Останні займались медициною, виноградарством та виноробством. У багатьох царинах життя середньовічного суспільства Сходу мусульмани та християни працювали в межах єдиної культурної й господарської системи (наприклад, мусульманська Іспанія).
Під впливом хрестових походів і по мірі посилення традиціоналістських тенденцій в ісламському суспільстві у XII—XV століттях поступово посилилась ізоляція християнських громад. З утворенням Османської імперії (XV—XVI століття) збільшилось число християн, які перебували під прямою політичною владою мусульман. Відносини загострювались посиленням політичного й торгового проникнення європейських держав до мусульманських країн, що поєднувалось із місіонерською діяльністю. Східні християни невільно чи свідомо ставали провідниками інтересів європейських держав. У відповідь на це у XIX столітті Османська імперія під приводом урівнення немусульман і мусульман щодо прав та обов'язків спробувала цілковито підкорити їх своїй юрисдикції, що зустріло активний спротив християн і християнських держав. Посилився тиск на християн, розпалювалась міжгромадська ворожнеча, що неодноразово виливалась у криваві сутички. На початку XX століття це вилилось у масові вбивства християн (вірменів, греків, ассирійців) на території сучасної Туреччини.
В середині XX століття активна політика секуляризації, що проводилась в ісламських країнах призвела до послаблення міжгромадської ворожнечі. У багатьох подіях національно-визвольної боротьби християни виступали поряд з мусульманами. У 70—80-их роках XX століття посилилась релігійна ворожнеча, зокрема у Лівані та Єгипті, де соціальні конфлікти знову почали набувати форми релігійних. Нині в межах ісламського світу більша частина християн (бл. 5 мільйонів) — проживає в арабських країнах. Вони передусім представляють такі течії, як православ'я, католицизм, несторіанство, уніатство тощо.

## Сабії
Сабії займали проміжне положення між вірянами й поганцями та користувались «покровительством» мусульманської громади. Сабії згадуються в Корані поряд з юдеями та християнами в якості людей, які отримають нагороду за те, що вірили в Бога, Судний день і жили благочестиво. Відповідно до контексту Корану, сабіями мали бути представники якоїсь з юдейсько-християнських сект, однак хто конкретно мається на увазі — невідомо. Зазвичай термін сабії тлумачиться як похідний від вавилонсько- арамейського — «хрестити». Коментатори Корану не знали точно, хто такі сабії й висловлювали припущення, що ними могли бути мандеї чи секта, близька до них, або аравійські ханіфи.
Після виникнення Арабського халіфату з текстами Корану почали пов'язувати себе мандеї («християни Івана Хрестителя») й харанська громада у Північному Межиріччі. У VIII—XI століттях останні переважно називались сабіями. Харранські сабії зберегли стародавні месопотамські астральні культи, донесли до мусульманського світу багато елементів культурної спадщини доісламського Межиріччя, зокрема знання в галузі медицини й алхімії. У IX—X століттях харранські сабії з'явились у Багдаді, де почали відігравати значну роль при халіфському дворі. Багато сабіїв були писарями (катіб), займались лікуванням, перекладацькою діяльністю тощо. З їхнього середовища вийшли відомі філософи (Сабіт ібн Курра), історики (Ібрагім і Хілал ас-Сабі). В XI столітті ці сабії як окрема громада припинили існування. Нині назва сабії збереглась тільки за громадою мандеїв у Південному Іраку.